# Georgeite
La georgeite è un minerale.